# Chim tổ lều
Chim tổ lều (Danh pháp khoa học: Ptilonorhynchidae) là một họ chim trong bộ Passeriformes phân bố ở Úc và New Guinea. Những con trống trong họ chim này là một nghệ sĩ trong nghề xây tổ mà nhiều con chim khác sánh kịp. Họ chim tổ lều có nhiều giống loài khác nhau, nên tổ của chúng cũng có những phong cách khác nhau, cách chọn vật liệu và trang trí cũng như cách hiến dâng ngôi nhà cho chim mái của mỗi loài khác nhau.

## Tập tính
Chim tổ lều tím cư trú ở Australia trong rừng mưa nhiệt đới phía Đông, con trống khi đã trưởng thành cũng là mùa giao phối vừa đến, nó bắt đầu xây tổ để dụ chim mái. Trước hết nó bay lên trên không để chọn vùng đất, đó là một nơi không âm u quá, dọn quang một khoảng 1m, lấy từng bó cành cây cắm thành một con đường rợp bóng vào nhà dài mấy chục cm. Sau đó mới xây nhà, chọn những cành lá xanh non, hoa lam, hoa vàng, quả mọng màu lam và lông chim vẹt để trang trí. Nhiều khi nó còn kiếm được cả những viên bi thủy tinh, những chiếc khuy màu, những sợi len và sợi kim tuyến để trang trí cho tổ của nó.
Chúng gắn những quả dại mọng nước màu lam để trang trí nội thất. Cửa mở rộng về hướng Nam để hứng nắng thông gió. Khoảng trống trước cửa trải cỏ mịn, bên trong đủ các thứ sưu tầm được: lá, hoa, quả, nấm, thạch anh, dao dĩa, kéo, kính đeo mắt, tiền, vỏ sò. Khi những hoa và quả khô đi, nó lại kiếm thứ khác về thay. Nó cố hết sức thu nhặt được càng nhiều càng tốt, thậm chí còn ăn trộm của tình địch.
Khi con mái đến nhà, nó xoắn xít, vui mừng nhảy nhót quanh nhà để khoe vẻ đẹp của ngôi nhà, và nhảy một điệu múa cầu hôn khả ái, lấy mỏ khoe từng thứ một, mãi cho đến khi con mái chấp nhận, cùng sánh vai về chốn tổ này. Tổ chim của chim tổ lều chỉ để tán tỉnh thôi, còn nơi sinh con nuôi con lại là cái tổ sau này chim mái tự xây. Đó là một cái tổ hình chén, xây trên một khoảng đất trống hoặc trên cành cây cách phòng cưới mấy trăm mét. Lúc đó chúng đã không còn sống chung với nhau thì con mái một mình chịu gánh lấy mọi công việc nuôi con, con trống lại bật rộn với công việc xây phòng cưới, quyến rũ con mái khác.

## Các chi
Họ chim tổ lều gồm các chi chim sau:
- Ailuroedus
- Amblyornis
- Archboldia
- Chlamydera
- Prionodura
- Ptilonorhynchus
- Scenopooetes
- Sericulus